# Villa Campolieto

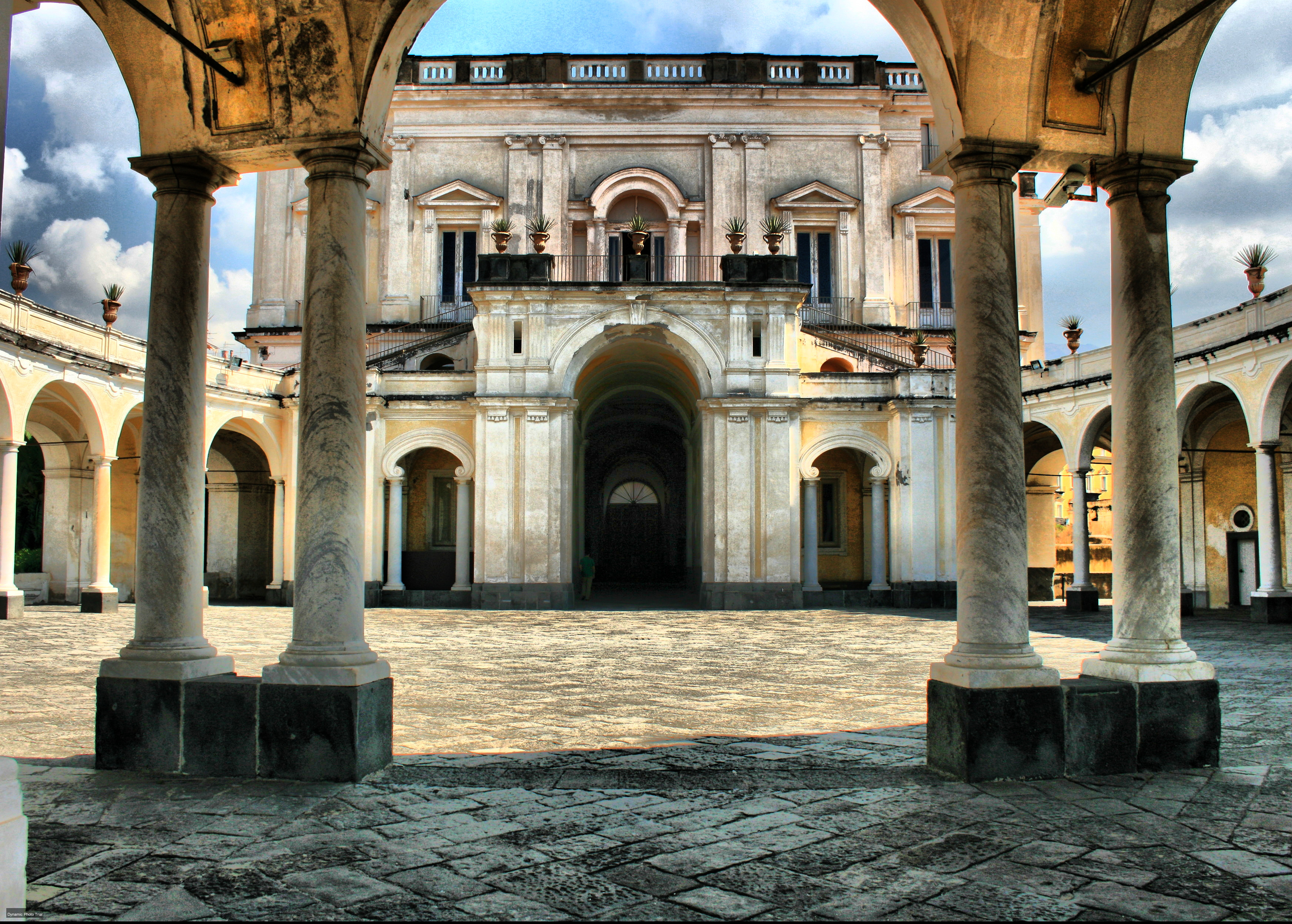
Villa Campolieto in Ercolano, Fassade mit elliptischer Vorhalle

Die Villa Campolieto ist ein Landhaus aus dem 18. Jahrhundert in Ercolano in der italienischen Region Kampanien. Es liegt im Gebiet der Miglio d’oro am Corso Resina, 283. Dieser Teil gehörte zur früheren Strada regia per le Calabrie (dt.: Königliche Straße nach Kalabrien). Die Villa liegt auf der Meerseite und bietet einen schönes Panorama.

## Geschichte

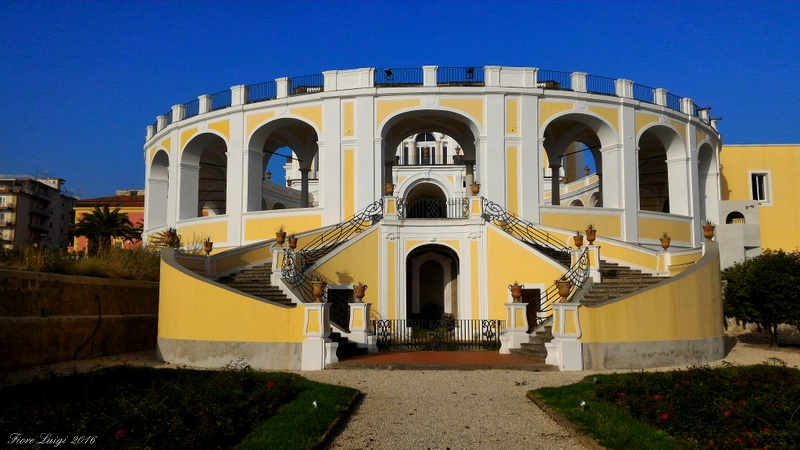
Gartenfassade

Die Villa ließ ab 1755 Lucio di Sangro, Herzog von Casacalenda erbauen. Mit der Projektierung und Ausführung beauftragte er Mario Gioffredo. Einige Jahre später entzogen die Herzöge von Casacalenda dem Architekten wegen Unstimmigkeiten mit ihm den Auftrag, auch wenn die Arbeiten schon weit fortgeschritten waren. Zunächst wurde der Architekt Michelangelo Giustiniani gerufen, um ihn zu ersetzen, aber später wurde Luigi Vanvitelli mit dem Werk beauftragt; er leitete die Arbeiten von 1763 bis 1773, dadurch drückte er mit der Durchführung einiger weniger, aber wesentlicher Änderungen am ursprünglichen Projekt dem Vorhaben seinen Stempel auf. Nach seinem Tod trat sein Sohn Carlo an seine Stelle und schloss den Bau des Landhauses 1775 ab.
Nach dem Tod von Lucio di Sangro erbte dessen Sohn Scipione die Villa. Dieser aber starb 1805, ohne Erben zu hinterlassen. So wurde das Eigentum an dem Landhaus unter verschiedenen Neffen aufgeteilt und es begann ein langsamer Niedergang des Anwesens, der mit der Besetzung durch das Militär im Zweiten Weltkrieg kulminierte. Nach dem Krieg fiel die Villa an die Ente per le Ville Vesuviane, wurde von dem Architekten Paolo Romanello restauriert und als „Kulturgut von besonderem Interesse“ unter den Schutz der italienischen Gesetze gestellt.
Heute sind dort die Stoà, das Institut für Betriebswirtschaft und Unternehmensführung, und ein Theater für kulturelle und gesellschaftliche Veranstaltungen untergebracht. In den 1980er-Jahren wurde dort oft der Ball zum Ende der Kadettenkurse der Scuola Militare Nunziatella abgehalten.

## Beschreibung

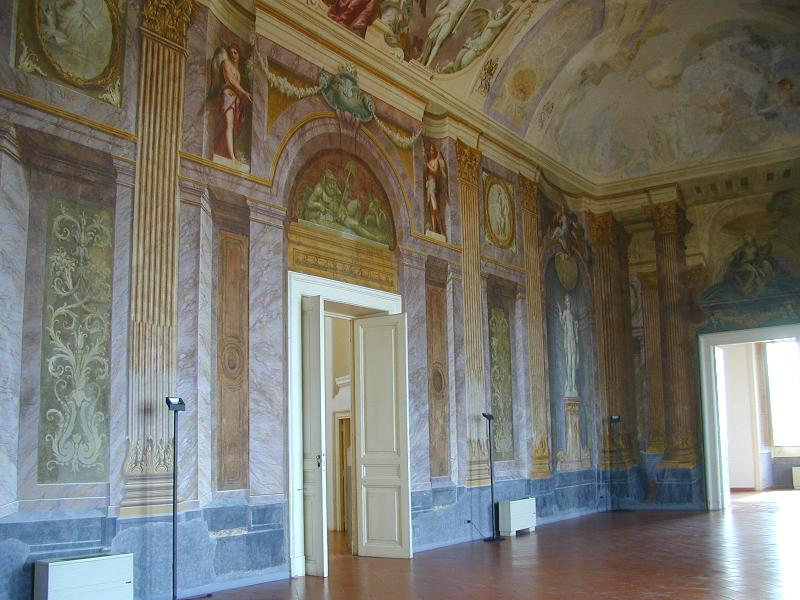
Detail eines Saals in der Villa Campolieto

Der Grundriss der Villa ist rechteckig mit vier separaten Baukörpern an den Seiten einer Galerie in der Mitte in Form eines griechischen Kreuzes. In der Mitte befindet sich eine Kuppel, die durch vier ovale Fenster belichtet wird.
Die Frontfassade mit glattem Bossenwerk und einem Sockel in Stuckbossenwerk zeigt zwei Reihen von Fenstern, wobei die im ersten Obergeschoss mit dreieckigen Tympana verziert sind. Rückfassade, die die Elemente der Frontfassade wiederholt, ist noch interessanter, da sich dort eine Vorhalle mit Rundbögen befindet, die Gioffredo rund plante, Vanvitelli aber elliptisch und in Hufeisenform ausführen ließ, durch zwei Korbbögen mit toskanischen Kapitellen geschickt mit dem Gebäude verbunden. Vanvitelli überwachte auch die Dekoration der Innenräume, darunter die Werke von Jacopo Cestaro, Fedele Fischetti und Gaetano Magrì.

## Das Landhaus im Film
Die Bankettszene im Film Unser Boß ist eine Dame von Dino Risi (1966) wurde auf der zentralen Treppe und im ersten Obergeschoss der Villa gedreht. Auch in der zweiten Hälfte der ersten Folge der Fernsehserie Il capello del prete (1970) kann man zahlreiche Aufnahmen der noch nicht restaurierten Villa sehen.